# Dositeo Sánchez
Dositeo Sánchez Fernández (n. 1903) fue un político y militar español.

## Biografía
Nació en Lugo en 1903. Chófer de profesión, se afiliaría al Partido Comunista de España (PCE) en 1936. Tras el estallido de la Guerra civil se unió a las milicias populares, integrándose posteriormente en la estructura del Ejército Popular de la República —donde alcanzaría el rango de mayor de milicias—. Con posterioridad fue nombrado comandante de la 31.ª Brigada Mixta, al frente de la cual tomaría parte en la batalla del Ebro. Hacia el final de la contienda marcharía al exilio.
Se trasladó a la Unión Soviética, donde llegaría a trabajar como chófer asignado al Comité de Cultura y Bellas Artes, en Moscú.